# Calvert & Co

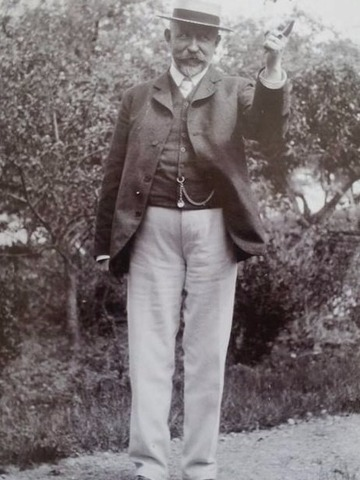
James G. Calvert

Calvert & Co var en svensk handelsfirma och verkstadsindustri i Göteborg som grundades 1878 av James G. Calvert. Bolaget sålde maskiner och verktyg, bland annat ångmaskiner och ångpannor. Verksamheten utvidgades med egna verkstäder och egen byggverksamhet. År 1902 köpte bolaget mark utanför Göteborg i Tingstadsvassen i Backa socken. Senare blev bolaget en rörgrossist.
Busshållplatsen på Exportgatan där firman hade verksamhet heter fortfarande Calvert.